# Huyme
Phạm Công Thành, hay còn gọi là Thanh Pham (sinh ngày 1 tháng 3 năm 1993), thường được biết đến với nghệ danh Huyme là một diễn viên, vlogger trẻ người Việt Nam. Huyme bắt đầu làm Vlog từ cuối năm 2011 và được các bạn trẻ biết đến với những Vlog nổi tiếng như "Noel và ông hàng xóm", "Làm anh khó lắm!" hay mới đây là "Lần đầu làm bố", "Ăn thịt chó???". Hiện nay, kênh Youtube của Huyme đang ở mức 572,914 người theo dõi và fanpage Facebook chiếm hơn 1,3 triệu lượt theo dõi (tính tới tháng 3 năm 2019).
Huyme cũng tham gia diễn xuất từ 2016, và nhận giải Nam diễn viên chính xuất sắc nhất tại lễ trao giải Ngôi Sao Xanh 2019 khi đóng vai Hoàng trong phim Anh thầy ngôi sao.

## Tiểu sử
Năm 15 tuổi, Huyme sang Mỹ theo học chuyên ngành mỹ thuật, Hội họa tại Học viện nghệ thuật Cleveland, bang Ohio, Mỹ, với định hướng lúc bấy giờ sẽ trở thành một họa sĩ trong tương lai. Trong thời gian du học bên Mỹ, Huyme đã bắt đầu thực hiện những đoạn Vlog ngắn, và Vlog đầu tiên được thực hiện vào tháng 12 năm 2011.

## Sự nghiệp
Từ 2011 tới nay, Huyme được các bạn trẻ biết tới là 1 hot Vlogger điển trai, cá tính và hài hước. Mỗi sản phẩm Vlog của Huyme xoay quanh 1 vấn đề thực tế diễn ra trong cuộc sống của anh và cách truyền tải tới người xem gần gũi, văn minh và hiện đại.
Năm 2016, Huyme xuất hiện với vai trò diễn viên lần đầu tiên trong bộ phim Siêu trộm của đạo diễn Trần Hàm. Điều này là 1 động lực rất lớn để Huyme có bước chuyển mình mới, tiến gần với đam mê điện ảnh của mình hơn. Anh tiếp tục đóng vai Phong trong phim Sút do Việt Max đạo diễn cùng năm. Sang năm 2017, anh đóng vai Boi trong phim Bạn gái tôi là sếp. Anh đóng vai Hoàng trong phim Anh thầy ngôi sao vào năm 2019, vai diễn đã giúp anh nhận giải Nam diễn viên chính xuất sắc nhất tại lễ trao giải Ngôi Sao Xanh cùng năm. Sang năm 2020, anh đóng vai Cường trong phim Người cần quên phải nhớ do Charlie Nguyễn đạo diễn.

## Đời tư
Năm 2011, Huyme công khai chuyện tình cảm với Khanh Lê- cựu học sinh THPT Phan Đình Phùng (Hà Nội). Thời điểm ấy, đôi trẻ thường xuyên đăng ảnh tình cảm trên trang cá nhân. Nhờ biểu cảm hài hước, đáng yêu, họ chiếm được thiện cảm của dân mạng. Tuy nhiên tới đầu năm 2013, cả 2 đã đường ai nấy đi . Không lâu sau đó, Huyme công khai bạn gái mới tên Nguyễn Quỳnh Giang  - cựu học sinh THPT Marie Curie (Hà Nội). Anh và Quỳnh Giang chia tay vào thời điểm 2016 khi anh quyết định Nam tiến.
Khoảng một năm sau khi Nam tiến, anh công khai bạn gái mới là Lê Trúc Anh. Tuy nhiên, cả 2 đã xác nhận chia tay vào năm 2019. Sau đó anh công khai bạn gái mới là Hàn Hằng, và chính thức cầu hôn cô vào năm 2024.

## Danh sách phim
| Năm  | Phim                    | Vai diễn |
| ---- | ----------------------- | -------- |
| 2016 | Siêu trộm               | Phúc     |
| 2016 | Sút                     | Phong    |
| 2017 | Bạn gái tôi là sếp      | Boi      |
| 2019 | Anh thầy ngôi sao       | Hoàng    |
| 2020 | Người cần quên phải nhớ | Cường    |
| 2022 | Maika                   | Nghĩa    |

## Chương trình đã tham gia
- Ai là triệu phú[19] (2015)
- Ơn giời cậu đây rồi (Mùa 6 - 2019)

## Giải thưởng & đề cử
| Năm  | Giải thưởng   | Hạng mục                          | Đề cử    | Kết quả   |
| ---- | ------------- | --------------------------------- | -------- | --------- |
| 2019 | Ngôi Sao Xanh | Nam diễn viên chính xuất sắc nhất | Bản thân | Đoạt giải |